# Faille de San Andreas
Pour les articles homonymes, voir San Andreas.
La faille de San Andreas, située en Californie, est une faille géologique, en décrochement dextre, à la jonction des plaques tectoniques pacifique et nord-américaine. Cette grande faille qui passe notamment par San Francisco et Los Angeles provoque des séismes très importants et dévastateurs en Californie.

## Le système de failles de San Andreas

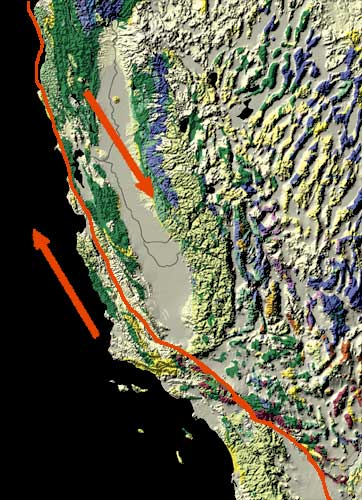
Coulissement des plaques pacifique et nord-américaine.

Plus que d'une faille, il serait plus correct de parler d'un « système de failles » qui s'étend sur environ 1 300 kilomètres de long et 140 kilomètres de large et se divise en de multiples segments de failles, accumulant chacun une partie des contraintes tectoniques mises en jeu. La vitesse de coulissement relative de part et d'autre de la faille principale est de l'ordre de 3,4 à 5,5 cm par an. Chaque année, ce système de failles produit deux cents séismes d'intensité supérieure ou égale à III sur l'échelle MSK, c'est-à-dire pouvant être ressentis par l'homme.
La compréhension de la structure et de la dynamique de cette faille est complexe, car elle s'intègre dans le contexte particulier de la disparition par subduction (en cours) de la plaque Farallon, et de l'ouverture (en cours) du golfe de Californie.

## Les trois sections du système de failles de San Andreas
- La section nord s'étend du cap Mendocino, pointe la plus occidentale de la Californie, aux Montagnes de Santa Cruz, chaîne côtière à 80 km au sud de San Francisco. Fortement sismique au XIXe siècle, c'est dans cette zone, à proximité de San Francisco, que s'est produit le séisme le plus meurtrier de l'histoire de la Californie le 18 avril 1906. D'une magnitude estimée à 7,8, il est à l'origine d'un gigantesque incendie qui détruisit une bonne partie de San Francisco. Outre la faille de San Andreas, ce secteur se compose de plusieurs longues failles parallèles pouvant provoquer de violents séismes (notamment la faille de Hayward à l'est de la baie de San Francisco). Depuis le séisme de 1906, et après un demi-siècle de calme, l'activité a légèrement repris à partir de 1957. Puis les deux premiers grands chocs se sont produits aux extrémités du secteur, dans les segments qui s'étaient le moins déplacés en 1906 : au cap Mendocino en 1980 et dans les monts Santa Cruz en 1989. En prenant en compte la récurrence sismique et l'ensemble des failles actives du secteur, c'est désormais la région de la Baie de San Francisco qui a la plus forte probabilité d'occurrence d'un séisme de magnitude supérieure à 6,5 dans les trente ans à venir (près de 75 %).
- La section centrale correspond à un segment de la faille qui glisse en creep, c'est-à-dire régulièrement et sans produire de séismes importants. Il marque la transition avec le secteur sud.
- La partie sud s'étend du segment de Parkfield à la vallée impériale. Ce secteur est beaucoup plus complexe en raison de la formation d'une zone de compression crustale à l'origine des chaînes transversales au nord de Los Angeles. Comme pour la partie nord, il a connu un séisme majeur en 1857, mais, à cause des mouvements verticaux qui s'ajoutent au coulissement, la fragilité des failles est plus grande et les tremblements de terre, par conséquent, plus fréquents. Plus au sud, le système est à nouveau formé de longues failles parallèles dont celle de la Vallée Impériale qui marque la transition avec le golfe de Californie.

Le 5 et 6 juillet 2019, deux séismes majeurs de Magnitude 6,4 et de 7,1 sont survenus. La possibilité du réveil de la faille est de 45 %

## Les principaux séismes du système de failles de San Andreas
| Ville                       | Date                | Magnitude  | Dégâts humains et matériels |
| --------------------------- | ------------------- | ---------- | --- |
| Comté d'Orange              | 28 juillet 1769     | 6          | |
| San Diego                   | 22 novembre 1800    | 6,5        | |
| San Francisco               | 21 juin 1808        | 6          | |
| Fort Tejon                  | 9 janvier 1857      | 8,3        | 2 morts |
| Monts Santa Cruz            | 8 octobre 1865      | 6,5        | |
| Hayward                     | 21 octobre 1868     | 6.5        | |
| San Francisco               | 18 avril 1906       | 7,8        | 3 000 morts, 500 millions de dollars de dégâts |
| Santa Barbara               | 29 juin 1925        | 6,3        | 14 morts, 6,5 millions de dollars de dégâts |
| Santa Barbara               | 4 novembre 1927     | 7,3        | |
| Long Beach                  | 11 mars 1933        | 6,3        | 115 morts, 100 blessés, 50 millions de dollars de dégâts |
| Comté de Kern               | 21 juillet 1952     | 7,7        | 14 morts, 18 blessés, 50 millions de dollars de dégâts |
| San Francisco               | 22 mars 1957        | 5,3        | 40 blessés |
| San Fernando                | 9 février 1971      | 6,6        | 65 morts[réf. nécessaire] |
| Loma Prieta (San Francisco) | 17 octobre 1989     | 7,1        | 63 morts, 3 757 blessés, 6 milliards de dollars de dégâts |
| Parkfield                   | 28 septembre 2004   | 6,0        | La rupture de ce segment était prévue et attendue depuis plus d'une décennie, très peu de dommages en raison de la faible densité des installations humaines dans ce secteur. |
| Los Angeles                 | 29 juillet 2008     | 5,5        | Peu de dommages |
| Los Angeles                 | 16 mars 2010        | 4,4        | Pas de dommages |
| Mexicali                    | 4 avril 2010        | 7,2        | 2 morts, une centaine de blessés |
| Los Angeles                 | 17 mars 2014        | 4,4        | Pas de dommages |
| Napa                        | 24 août 2014        | 6,0        | 120 blessés |
| Californie                  | 5 et 6 juillet 2019 | 7,1 et 6,4 | |

## Études géologiques

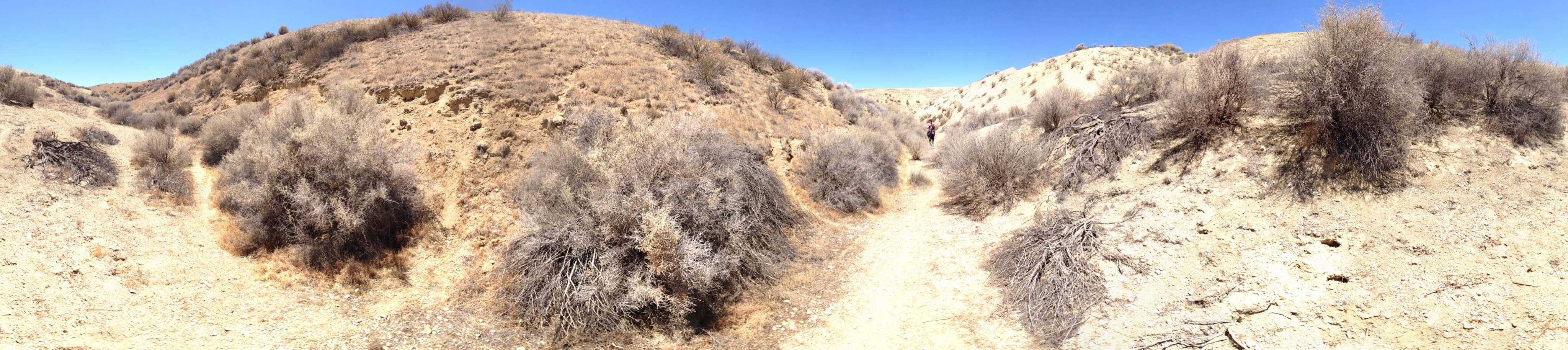
La Faille de San Andreas, image panoramique.

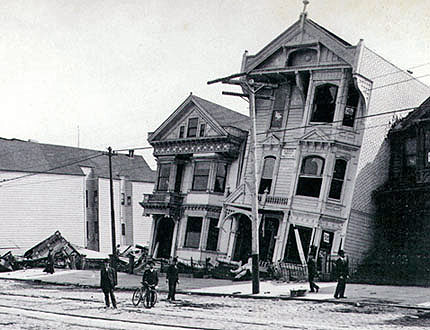
Maisons endommagées par le séisme de 1906 à San Francisco.

La faille de San Andreas est probablement le phénomène géologique le plus étudié du monde. Les sismologues utilisent le laser pour mesurer d'infimes déplacements. Ils espèrent pouvoir en déduire le moment « approximatif » d'un grand séisme à venir dans la région, phénomène attendu localement sous le nom de « The Big One ». En 2023, une nouvelle étude des risques conclut à une violence du Big One inférieure de 65 % aux estimations antérieures, au moins aux alentours de Los Angeles,.

## Dans la culture
- En 1975, lors de l'exposition New Topographics, Joe Deal a présenté une collection de photographies sur la faille de San Andreas[7].
- En 1978, dans le premier film consacré au super-héros Superman, celui-ci lutte contre Lex Luthor, dont un des buts maléfiques est de provoquer l'ouverture cataclysmique de la faille de San Andreas à l'aide d'un missile nucléaire.
- La faille a donné son nom au jeu-vidéo Grand Theft Auto : San Andreas, étant donné que ce dernier se déroule dans des villes fictives inspirées des grandes villes par où passe la faille, à savoir Los Angeles, ou encore San Francisco.. Elle est d'ailleurs visible dans le jeu aux alentours de San Fierro.
- Dans le film, Dangereusement vôtre, l'ennemi de 007, Max Zorin, (Christopher Walken) projette de détruire Silicon Valley, par une explosion dans la faille de San Andreas.
- La faille de San Andréas est également au cœur du film de Wes Craven : Freddy sort de la nuit qui se déroule à Los Angeles en 1990. Contrairement aux autres opus de la saga, il se déroule dans le monde réel et suit la vie de l'actrice Heather Langenkamp.
- Un film catastrophe nommé San Andreas, réalisé par Brad Peyton, avec notamment Dwayne Johnson dans le rôle principal, est sorti en 2015. Il relate les évènements qui suivent un séisme fictif de la faille de San Andreas de magnitude 9,6.
- Dans le roman Moi, Omega de Erwan Barillot, le personnage principal, devenu omniscient à partir de 2064, parvient à prévoir avec vingt-et-un jours d'avance un séisme de magnitude 8,2 sur la faille de San Andreas et à sauver cinquante millions de personnes.